# Members of Mayday

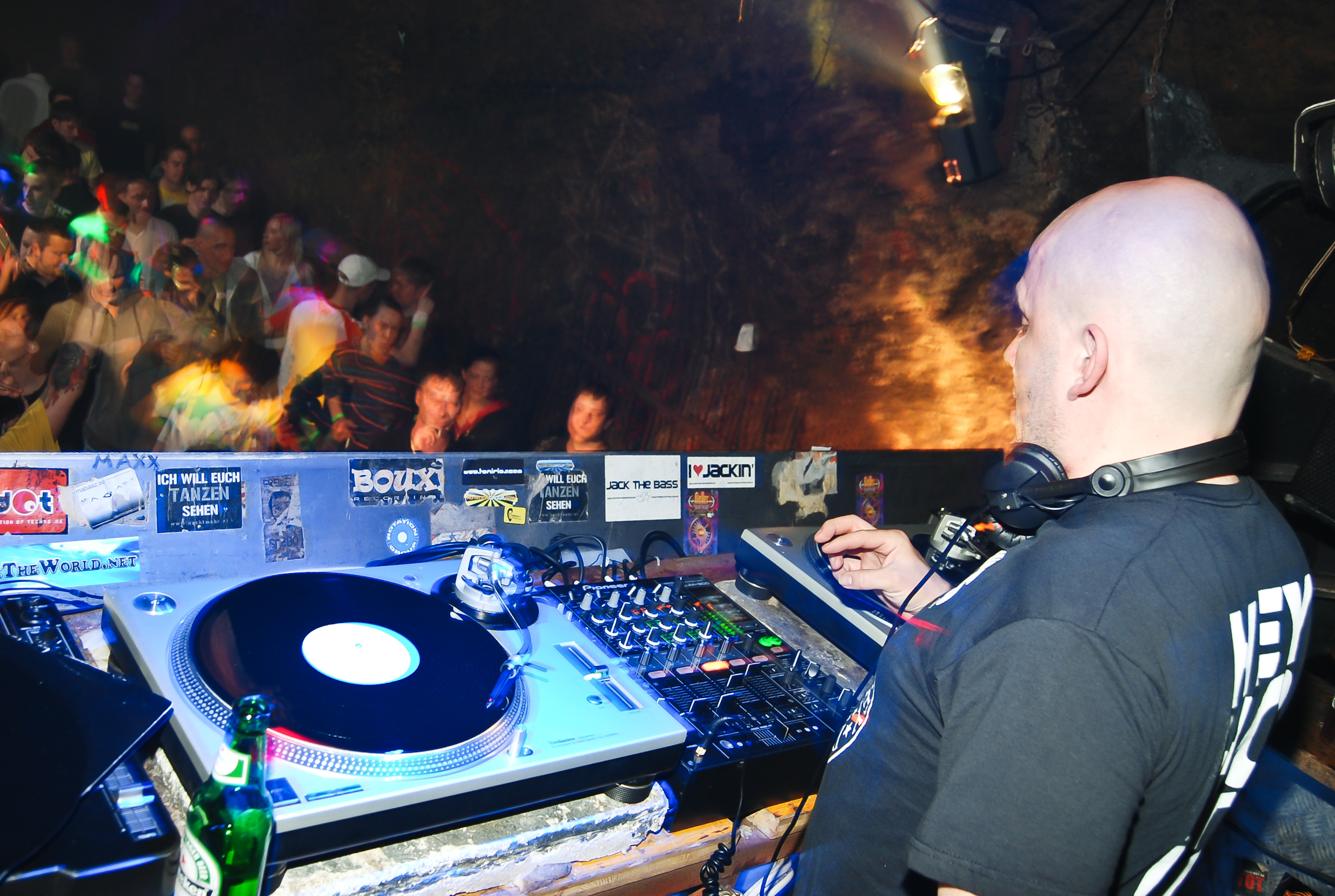
WestBam, ehemaliges Mitglied der Members of Mayday

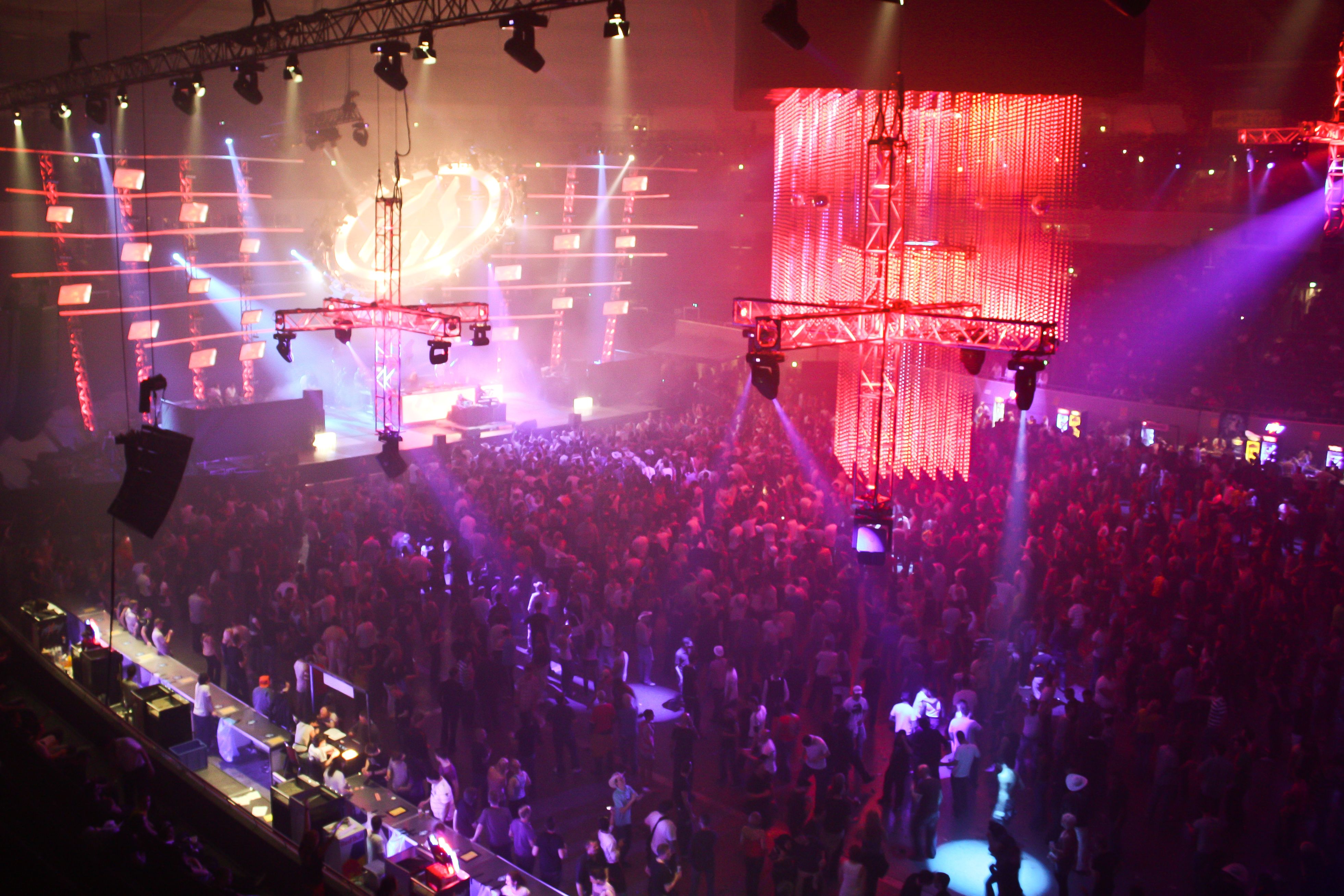
Die Mayday in Dortmund (2009)

Members of Mayday war ein deutsches Musikprojekt des DJs WestBam und des Musikproduzenten Klaus Jankuhn.

## Geschichte
WestBam und Jankuhn produzierten seit 1991 gemeinsam die Hymne für die alljährlich stattfindende Technoveranstaltung Mayday. Die Musikstücke folgten mehrheitlich dem Motto der jeweils stattfindenden Mayday. The Mayday Anthem und Forward Ever Backward Never wurden 1992 als Solosingles von WestBam veröffentlicht.
In den folgenden Jahren bildeten die beiden Produzenten einen gemeinsamen Act und nannten ihn Members of Mayday. Bis 2013 stiegen 18 Singles in die deutschen Charts, davon schafften es zehn Tracks in die Top 20. Das vermutlich bekannteste Stück der Formation war Sonic Empire aus dem Jahre 1997, das auf Platz 1 in Deutschland, Platz 15 in Österreich, Platz 7 in der Schweiz und Platz 59 in Großbritannien kletterte.
Im Februar 2014 gab WestBam aufgrund unüberbrückbarer Differenzen mit dem Veranstalter i-Motion seinen Ausstieg aus der Mayday und damit auch das Ende des Projekts bekannt. Wesentliche Gründe waren die menschliche und künstlerische Entfremdung.
Als Folgeprojekt wurden die MAYDAY Masters ins Leben gerufen, die im Jahr darauf in die Friends of Mayday umbenannt wurden. WestBam wies die Veranstalter jedoch darauf hin, sich nicht an der Musik der Members of Mayday zu vergreifen.

## Diskografie

### Studioalben
| Jahr | Titel        | Höchstplatzierung, Gesamtwochen, AuszeichnungChartsChartplatzierungen (Jahr, Titel, Platzierungen, Wochen, Auszeichnungen, Anmerkungen) | Anmerkungen                |
| Jahr | Titel        | DE | Anmerkungen                |
| ---- | ------------ | --- | -------------------------- |
| 1995 | Members Only | DE40 (9 Wo.)DE | Erstveröffentlichung: 1995 |

### Kompilationen
| Jahr | Titel                           | Höchstplatzierung, Gesamtwochen, AuszeichnungChartsChartplatzierungen (Jahr, Titel, Platzierungen, Wochen, Auszeichnungen, Anmerkungen) | Anmerkungen                        |
| Jahr | Titel                           | DE | Anmerkungen                        |
| ---- | ------------------------------- | --- | ---------------------------------- |
| 2001 | Anthems of the Decade 1991–2001 | DE16 (4 Wo.)DE | Erstveröffentlichung: 21. Mai 2001 |

Weitere Alben
- 2007: The Complete Anthem Collection 1992–2007
- 2009: All in One
- 2010: Live Set Dortmund 2010
- 2011: Liveset 2011

### Singles
| Jahr | Titel Album                                           | Höchstplatzierung, Gesamtwochen, AuszeichnungChartplatzierungen (Jahr, Titel, Album, Platzierungen, Wochen, Auszeichnungen, Anmerkungen) | Höchstplatzierung, Gesamtwochen, AuszeichnungChartplatzierungen (Jahr, Titel, Album, Platzierungen, Wochen, Auszeichnungen, Anmerkungen) | Höchstplatzierung, Gesamtwochen, AuszeichnungChartplatzierungen (Jahr, Titel, Album, Platzierungen, Wochen, Auszeichnungen, Anmerkungen) | Höchstplatzierung, Gesamtwochen, AuszeichnungChartplatzierungen (Jahr, Titel, Album, Platzierungen, Wochen, Auszeichnungen, Anmerkungen) | Anmerkungen                          |
| Jahr | Titel Album                                           | DE | AT | CH | UK | Anmerkungen                          |
| ---- | ----------------------------------------------------- | --- | --- | --- | --- | ------------------------------------ |
| 1994 | The Religion Members Only                             | DE38 (8 Wo.)DE | — | — | — | Erstveröffentlichung: 1994           |
| 1994 | Rave Olympia (Enter the Arena) Members Only           | DE27 (14 Wo.)DE | — | — | — | Erstveröffentlichung: 1994           |
| 1994 | We Are Different Members Only                         | DE13 (13 Wo.)DE | — | CH35 (6 Wo.)CH | — | Erstveröffentlichung: 1994           |
| 1995 | The Bells of Reformation Members Only                 | DE17 (10 Wo.)DE | — | CH35 (4 Wo.)CH | — | Erstveröffentlichung: 1995           |
| 1995 | Great –                                               | DE49 (8 Wo.)DE | — | — | — | Erstveröffentlichung: 1995           |
| 1996 | The Day X –                                           | DE47 (5 Wo.)DE | — | — | — | Erstveröffentlichung: 1996           |
| 1997 | Sonic Empire –                                        | DE1 Gold · (24 Wo.)DE | AT15 (11 Wo.)AT | CH7 (14 Wo.)CH | UK59 (3 Wo.)UK | Erstveröffentlichung: 1. April 1997  |
| 1998 | Save the Robots –                                     | DE38 (8 Wo.)DE | — | — | — | Erstveröffentlichung: 1998           |
| 1999 | Soundtropolis –                                       | DE14 (11 Wo.)DE | — | — | — | Erstveröffentlichung: 1999           |
| 2000 | Datapop –                                             | DE42 (6 Wo.)DE | — | CH99 (1 Wo.)CH | — | Erstveröffentlichung: 2. April 2000  |
| 2001 | 10 in 01 Anthems of the Decade 1991–2001              | DE16 (10 Wo.)DE | — | CH98 (1 Wo.)CH | UK31 (3 Wo.)UK | Erstveröffentlichung: 2. April 2001  |
| 2002 | Culture Flash –                                       | DE13 (9 Wo.)DE | — | — | — | Erstveröffentlichung: 2002           |
| 2003 | Troopa of Tomorrow –                                  | DE53 (6 Wo.)DE | — | — | — | Erstveröffentlichung: 2003           |
| 2004 | Team X-treme –                                        | DE56 (7 Wo.)DE | — | — | — | Erstveröffentlichung: 2004           |
| 2005 | Prototypes –                                          | DE52 (6 Wo.)DE | — | — | — | Erstveröffentlichung: 11. April 2005 |
| 2006 | Worldclub –                                           | DE75 (5 Wo.)DE | — | — | — | Erstveröffentlichung: 2006           |
| 2007 | New Euphoria The Complete Anthem Collection 1992–2007 | DE81 (3 Wo.)DE | — | — | — | Erstveröffentlichung: 13. April 2007 |

Weitere Singles
- 1996: Live from Mars
- 1997: Live at the Sonic Empire
- 2001: Members Mix
- 2008: Reflect Yourself
- 2009: Massive Moments
- 2010: Make My Day
- 2011: Ravemobil
- 2012: Perfect Machine
- 2013: Never Stop